# Чадвик, Хелен
Хе́лен Ча́двик (англ. Helene Chadwick; 25 ноября 1898, Онайда, Нью-Йорк — 5 сентября 1940, Лос-Анджелес, Калифорния) — американская актриса немого кино и звукового кино.

## Биография
Хелен Чадвик родилась 25 ноября 1897 года в Чадвике[уточнить] (штат Нью-Йорк, США) в семье бизнесмена и певицы.
Хелен снималась в кино в 1916—1937 года и за это время сыграла в 88-ми фильмах.
В январе 1919 года Хелен помолвилась с режиссёром Уильямом Уэллманом (1896—1975). В июле 1921 года они поженились, а в сентябре 1923 года развелись. Детей у Чадвик не было.
В июне 1939 года Хелен наткнулась на стул и получила несколько серьёзных травм левой части тела и глаза. Чадвик страдала от сильных болей в теле, появившихся у неё после этого инцидента. По сообщениям врачей состояние актрисы усугубило её нервозное состояние. 42-летняя Хелен скончалась в госпитале Святого Винсента в Лос-Анджелесе (штат Калифорния, США) от полученных травм.